# مایسن (ناحیه)
مایسن (به آلمانی: Landkreis Meißen) یک ناحیه در آلمان است که در زاکسن واقع شده‌است. مایسن ۲۵۹٬۳۴۳ نفر جمعیت دارد.